# Csömend
Csömend é um município da Hungria, situado no condado de Somogy. Tem 8,66 km² de área e sua população em 2019 foi estimada em 307 habitantes.